# Луї-Філіп Лонке
Луї-Філіп Лонке — бельгійський дослідник, мандрівник та мотиваційний спікер. У 2008 йому вдалось першим у світі пішки перетнути пустелю Сімпсона з півночі на південь, через її географічний центр.

## Ранні роки та освіта
Лонке народився у бельгійському місті Мускрон, Бельгія у сім'ї виробників меблів. Він вивчав інженерію у Брюсселі в ECAM та отримав ступінь магістра виробничого менеджменту в КУ Левен та казначейського управління в Школі управління Антверпського університету.

## Кар'єра

### Управлінський консалтинг[2]
Лонке почав свою кар'єру як логіст. Починаючи з 1999 року він здобував досвід у більш ніж 10 компаніях на різних посадах. А з 2007 він працює консультантом з управління в IT компаніях. Навички, що Лонке здобув у мінливому корпоративному світі дозволили йому ефективно планувати власні експедиції. Також Луї-Філіп самостійно вивчав фотомистецтво, SEO, маркетинг та комунікації. Починаючи з 2006 він займається волонтерською діяльністю у громадській організації «Мистецтво в кожному з нас» і був обраний членом ради директорів у 2010.

### Мандрівник та дослідник
Лонке почав самостійно подорожувати у 2000 році. У 2002 він поїхав працювати у Сінгапур, де, заодно, навчався підводному плаванню. Щоб вдовольнити цю пристрасть він близько року, з 2004 по 2005, подорожував Океанією. Згодом Лонке почав ходити в походи і дізнаватись все більше про мандрівників та дослідників. Та дійсно зацікавився цим, лиш коли переглянув всесвітньовідомий фільм “Наодинці через Австралію”. Повернувшись у Бельгію, він зустрівся з автором та мандрівником Сильвіаном Тессоном, що закликав його подорожувати. Тож, у 2006 році, Луї-Філіп звільнився з роботи, і повернувся в Австралію, щоб пройти свої перші три експедиції.
Його перша соло експедиція Тасманійською пустелею безсумнівно була найепічнішою з усіх трьох. Саме вона принесла йому перших спонсорів та визнання серед австралійських дослідників. Після року в Австралії Лонке повернувся в Бельгію і почав планувати серію кількох експедицій, що мали б стати першими у світі. Першою мандрівкою був перетин пустелі Сімпсона по її найдовшій відстані.
Лонке організував благодійні експедиції за участю засобів масової інформації, однією з яких була найбільш високогірна дегустація шоколаду на Евересті. В липні 2010 року він пройшов трек через Ісландію по її крайній широті з півночі на південь. Згодом він оголосив про повернення до Ісландії, щоб спробувати здійснити подорож взимку. Обидві його експедиції — пустелею Сімпсон та Ісландією — включили в наукову програму паризького Будинку наук про людину (MSH) під назвою «Стрес та прийняття рішень в екстремальних умовах».

## Експедиції

### Вперше у світі
- 2006 — Перетин Західного національного парку МакДоннел[en] без підтримки.[6]
- 2006 — Траверс острова Фрейзер без підтримки.
- 2007 — Перетин Тасманійської пустелі.
- 2008 — Перетин пустелі Сімпсона з півночі на південь через центр без підтримки.[7][8]
- 2010 — Траверс Ісландією влітку без підтримки.[9]
- 2011 — Каяк-експедиція Бельгією.[10][11]
- 2012 — Перетин Польщі пішки через Риси і Татри, потім каяком по Віслі до Балтійського моря. Про цю експедицію він розповідав на TEDxWarsaw 2013.[12][13][14][15]
- 2013 — Експедиція «ТітіКаяк» з Гаджель Санчес Рівера. Повністю переплили озеро Тітікака і створили перший географічний фотографічний інвентар озера, взявши GPS координати розміщення межі між водою та землею, а також фотографії дна. Вони також зняли підводні фото Північного Болівійського узбережжя, щоб визначити ареал проживання гігантської жаби Тітікакський свистун. Про мету цієї експедиції він розповідав на TEDx Flanders.[16][17][18][19][20]
- 2015 — Траверс Долини смерті з півночі на південь без підтримки.[21]
- 2016 — Салар трек 2. Піший траверс солончаків Салар-де-Койпаса та Салар-де-Уюні. Ці солоні рівнини розташовані на Болівійському Альтіплано і є залишками озера Таука.[22][23][24]

### Благодійність та культурні експедиції
2009 — Експедиція «Шоколадний шерп». Роздавання шоколаду протягом 400 км треку від Катманду до Базового табору Евересту та назад до Лукла.

### Наукові та інші експедиції
- 2013 — Експедиція Корделла на острів Кліппертон. Наукова та радіоекспедиція з позивним TX5K.[26][27][28]
- 2013 — експедиція річкою Мараньйон.
- 2013 — Салар-трек експедиція. Він спробував пройти через Салар-де-Койпаса та Салар-де-Уюні пішки без будь-яких поповнень, та не вдалось.[29][30]
- 2016 — Часткове перетинання пустелі Сімпсона з Заходу на Схід від Старого Андадо до Кутка Поепеля та проходження через центр.[31][32]

## Нагороди та визнання
- У 2009 він був визнаним молодим талантом року.[33]
- Журнал Outer Edge обрав у своєму випуску в лютому-березні 2011 року експедицію пустелею Сімпсона до списку 10 Австралійських експедицій на межі розумного.[34]
- Став членом клубу дослідників[en] у 2010 році[35] та став співробітником у 2014 році.
- Співробітник Королівського географічного товариства з 2011 року.
- У вересні 2011 року Бельгійський інститут Джейн Гудолл призначив його послом доброї волі за програмою Roots & Shoots.[36]
- Обраний Лондонським організаційним комітетом Олімпійських та Параолімпійських ігор для перенесення Олімпійського вогню через Чоппінгтон 15 червня 2012 року.[37]
- Фіналіст фотоконкурсу OCEAN 2013, категорія забруднення.[38]
- На засіданні Європейського парламенту у Брюсселі, 7 травня 2014 року Джей Гудолл призначила його Лицарем молоді, тварин та рослин Ордену Ігуани Інституту Джейн Гудолл.
- На виставці ISPO, що проходить в Мюнхені, отримав нагороду European Adventurer of the Year 2016.[39][40][41]